# Ласнер, Пьер-Франсуа
Пьер-Франсуа́ Ласне́р (также Ласене́р; фр. Pierre François Lacenaire; 1803—1836) — французский поэт, вор и убийца.

## Биография

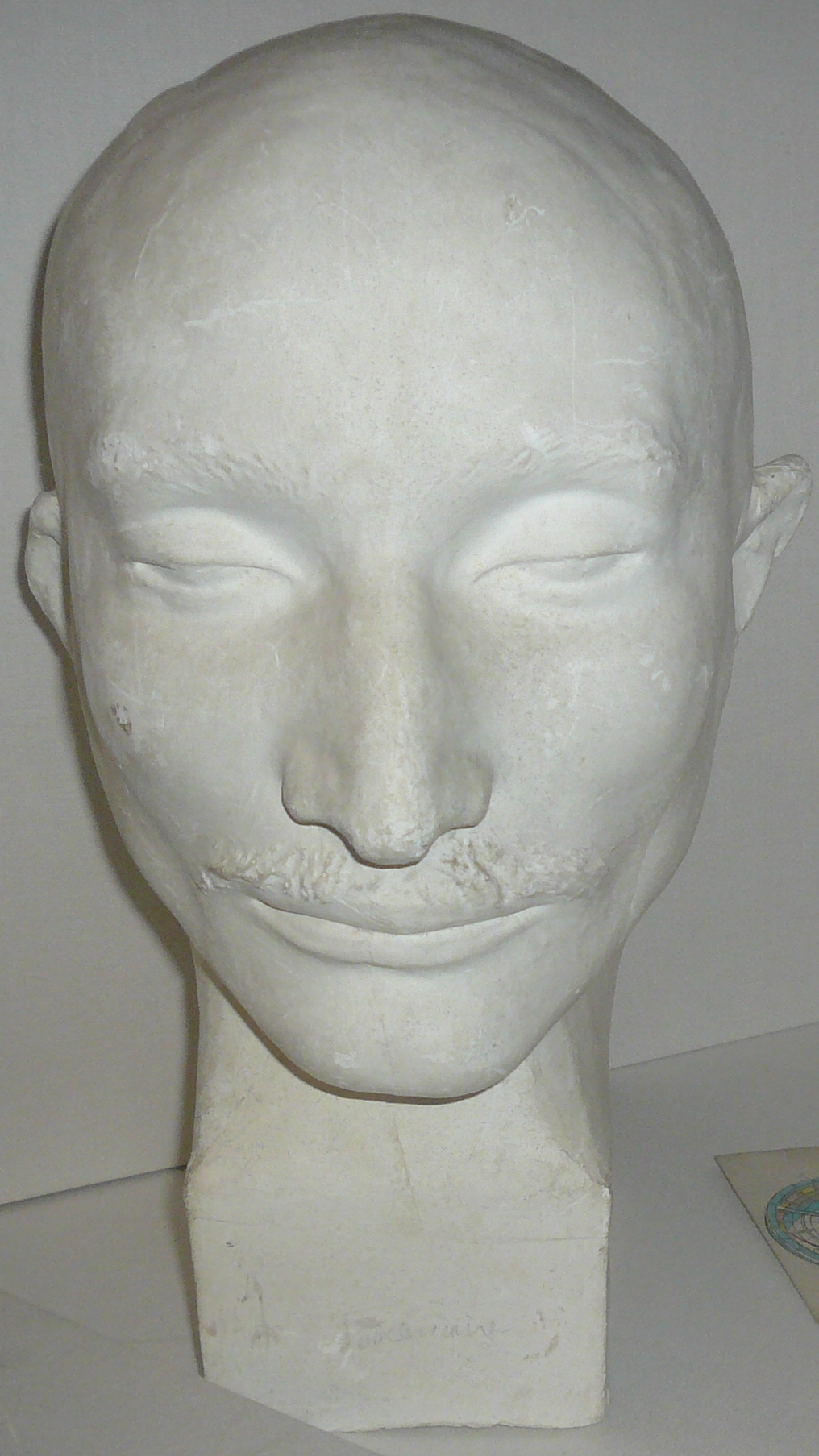
Френологический бюст Пьера-Франсуа Ласнера, 1836

Родился 20 декабря 1803 года в Лионе. Был четвёртым ребёнком и вторым сыном в семье торговца Жана-Батиста Ласнера (фр. Jean-Baptiste Lacenaire) и Маргариты Гайар (фр. Marguerite Gaillard).
Первоначально обучался в коллеже в Лионе, затем в начале октября 1813 года поступил в коллеж города Сен-Шамон. Увлекался литературой, получил ряд наград коллежа. В конце 1815 — начале 1816 годов был отчислен из коллежа за пропаганду протестантства.
По совету родителей поступил на курсы в город Аликс (департамент Рона), где учился у хороших учителей, добившись блестящих результатов. В результате закрытия курсов, в 1817 году, Ласнер вновь поселился в Лионе и продолжил учёбу в коллеже Collège-lycée Ampère. Здесь познакомился с Жюлем Жаненом, Эдгаром Кинэ и Арманом Труссо.
Был исключен из коллежа в марте 1818 года, после восстания студентов. Отец решил обучить сына торговле, но Пьер-Франсуа возобновил учёбу через два месяца уже в коллеже города Шамбери. Учёба в новом коллеже закончилась скандалом, связанным с обвинением в педофилии, и Ласнер в 1820 году вернулся в родной дом в Лионе.
После завершения своего образования он ушёл в армию, в конце концов бросил и её, дезертировав во время военной экспедиции в Морею в период борьбы греков за независимость в 1829 году. С 1831 года пытался заниматься литературой, но безуспешно.

## Преступления
Отец Ласенера разорился и бежал от кредиторов. Пьер-Франсуа истратил последние деньги, пытаясь войти в высшее общество, но убил на дуэли одного из своих новых знакомых, племянника влиятельного политика, и его планы потерпели крах.
В 1830 году, нуждаясь в деньгах, пошел на мошенничество и впервые попал в тюрьму. После выхода из тюрьмы пытался зарабатывать как поэт и драматург, а когда денег совсем не хватало, занимался воровством вместе с уголовниками. В 1833 году в очередной раз попал в тюрьму. Находившийся с ним в заключении по политическому обвинению редактор популярного журнала, выйдя на свободу, опубликовал несколько его очерков, в которых Ласнер пытался обвинить пенитенциарную систему Франции в том, что она не исправляет преступников, а лишь умножает преступность, что принесло ему некоторую известность.
В тюрьме Ласнер обратил внимание на Жана-Франсуа Шардона, сидевшего за мошенничество и, по слухам, сумевшего заполучить значительные деньги. Вместе со своим сокамерником Аврилем Ласнер решил ограбить Шардона после того, как они выйдут на свободу. 14 декабря 1834 года Ласнер и Авриль пришли к Шардону в гости. Улучив момент, грабители набросились на хозяина. Авриль схватил его за горло, а Ласнер нанёс ему несколько ударов заточкой. Затем Шардона добили молотком. После этого Ласнер ворвался в спальню к пожилой матери убитого и нанес ей множество ранений, в результате которых она скончалась от потери крови. Грабителям удалось похитить 500 франков наличными, столовое серебро, одежду и безделушки.
Под видом студентов-правоведов преступники сняли квартиру. 31 декабря к ним должен был зайти за квартирной платой приказчик домовладельца, у которого, как предполагалось, должна была быть при себе крупная сумма денег, собранных с арендаторов. За три дня до этого Авриль был арестован по делу, не имевшему отношения к убийству. Ласнер нашел нового сообщника и попытался осуществить свой план по прежней схеме. Когда в квартиру вошёл приказчик, сообщник Ласнера схватил жертву, а сам Ласнер начал бить приказчика ножом. Однако на этот раз жертве удалось вырваться и позвать на помощь. Преступники были вынуждены бежать. Некоторое время Ласнер находился в бегах, но 2 февраля был арестован за подделку железнодорожного билета (векселя к получению). Тем временем находившийся в тюрьме Авриль проговорился сокамерникам об убийстве Шардона, которое наделало много шума. Осведомитель донёс следователям, и Ласнер был разоблачён.

## Суд
Во время суда хладнокровие ни на минуту не изменило ему, временами он даже слабо улыбался. От защитника Пьер-Франсуа отказался, но ему от правительства назначили адвоката Брошана. На последнем заседании произнес речь, длившуюся целый час, причем не пользовался никакими записями и ни разу не запнулся. Апелляцию Ласнер не подал, а передал издателю свои мемуары. За два месяца до казни он принимал журналистов и давал интервью, его посещали френологи, которых привлекала большая его голова с широким лбом.
Был казнён на гильотине 9 января 1836 года в Париже. Процесс Ласнера произвёл большое впечатление на Ф. Достоевского, который характеризовал его в своём журнале как человека

для которого убить было то же, что «выпить стакан вина»; оправдывая свои преступления, Ласнер писал стихи и мемуары, доказывая в них, будто он «жертва общества», мститель, борец с общественной несправедливостью во имя революционной идеи, якобы подсказанной ему социалистами-утопистами.

## Образ в культуре
Ласнер получил известность также благодаря написанным в заключении стихам и мемуарам, где он пытался изобразить себя как «жертву общества» и сознательного мстителя, воодушевленного идеями борьбы с социальной несправедливостью. Мемуары и стихотворения Ласнера «Воспоминания, разоблачения и стихотворения» («Mémoires, révélations et poésie de Lacenaire») были изданы (возможно, в чьей-то литературной обработке) посмертно в Париже в 1836 году.
Ласнер является одним из прототипов персонажа Вальбера в неоконченном романе Стендаля «Ламьель». Характеризуя образ Вальбера, Стендаль использует слова Ласнера: «Я воюю с обществом, которое воюет со мной. Я слишком хорошо воспитан, чтобы работать собственными руками и зарабатывать три франка за десять часов работы».
«Песенка Ласнера» (как «высоко ценимый автограф»), упоминается в романе Бальзака «Провинциальная муза». В стихотворении Теофиля Готье «Ласнер» из сборника «Эмали и камеи» — содержится описание мумифицированной кисти руки Ласнера. Гюго не раз вспоминает о нём в стихах, в романе «Отверженные», в переписке, политическом памфлете «История одного преступления» (Histoire d’un crime, 1877—1878).
Шарль Бодлер назвал Ласнера «герой современной жизни».
Мемуары Ласнера хранились в библиотеке А. С. Пушкина. Очерком «Процесс Ласенера» (Время. 1861. № 2) редакция журнала «Время» открыла серию публикаций, посвященную знаменитым западноевропейским уголовным процессам XIX века. Считается, что инициатива в деле постоянного печатания в журнале материалов этого раздела принадлежала Ф. M. Достоевскому. Имя его упоминается в романе «Идиот», в черновых записях к «Подростку». Писатель писал про него: «Низкие инстинкты и малодушие перед нуждой сделали его преступником, а он осмеливается выставлять себя жертвой своего века. И все это при безграничном тщеславии. Это тип тщеславия, доведенного до последней степени». Существует мнение, что Ласнер послужил одной из отправных точек для создания образа Родиона Раскольникова в романе «Преступление и наказание».
Стихотворение Ласнера «Грёзы висельника» было включено Андре Бретоном в его книгу «Антология чёрного юмора».
Выведен под своим именем во французской исторической киноэпопее «Дети райка» (1945; в роли Ласнера — Марсель Эрран), а также в фильме режиссёра Франсиса Жиро «Ласнер» (1990; в главной роли — Даниэль Отёй).